# Giovanni Spano

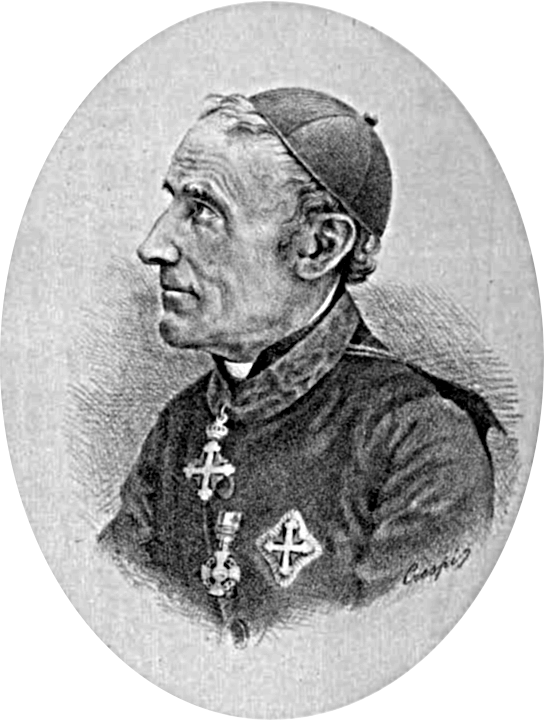
Giovanni Spano

Giovanni Spano (* 3. März 1803 in Ploaghe; † 3. April 1878 in Cagliari) war ein italienischer Kleriker, Archäologe, Historiker, Romanist und Sardologe.

## Leben und Werk
Spano studierte in Sassari, wurde 1827 zum Priester geweiht, promovierte 1830, ging zum Weiterstudium nach Rom und lehrte ab 1834 an der Universität Cagliari Heilige Schrift und orientalische Sprachen. Von 1839  bis 1842 war er Direktor der Universitätsbibliothek. Dann wurde er Kanonikus, konnte von seinen Pfründen leben und widmete sich der sprachwissenschaftlichen und archäologischen Erforschung Sardiniens. 
1854 wurde er Gymnasialdirektor und gründete die Zeitschrift Bullettino Archeologico sardo, die bis 1865 erschien. Von 1857 bis 1868 war er Rektor der Universität Cagliari. Dann gründete er die Zeitschrift Scoperte archeologiche, die bis 1876 erschien. 1871 wurde er Senator des Königreichs Italien, verweigerte aber den Eid auf den König und erschien nie im Senat.
Spano verfasste eine Grammatik der sardischen Sprache (Ortografia Sarda Nazionale), sowie verschiedene sardische Wörterbücher. Im Auftrag von Louis Lucien Bonaparte übersetzte er Teile der Bibel in mehrere sardische Dialekte.
In Cagliari wurde 1890, in Ploaghe 1913 zu seinen Ehren ein Denkmal eingeweiht.

## Werke

### Grammatikografie und Lexikografie
- Ortografia sarda nazionale, ossia grammatica della lingua loguderese paragonata all'italiana, 2 Bde., Cagliari 1840; 1995, Nuoro 2002
- Vocabolario sardo-italiano e italiano-sardo. Vocabulariu sardu-italianu et italianu-sardu, 2 Bde., Cagliari 1851–1852, Bologna 1998, hrsg. von Giulio Paulis, Nuoro 1998, 2004
- Proverbi sardi, tradotti in lingua italiana e confrontati con quelli degli antichi popoli, Cagliari 1871, 1989; Nuoro 2003, o. O. 2004;  hrsg. von Giulio Angioni,  Nuoro 1997; hrsg. von Dolores Turchi, Rom 1997
- Vocabolario sardo geografico, patronimico e etimologico, Cagliari 1872, 1972

### Übersetzer in einen sardischen Dialekt und Hrsg.
[Texte] hrsg. von Louis Lucien Bonaparte, London
- Il Vangelo di S. Matteo
  - volgarizzato in dialetto sardo logudorese, 1858; Il Vangelo di San Matteo voltato in logudorese e cagliaritano. Le traduzioni ottocentesche di Giovanni Spano e Federigo Abis, hrsg. von  Brigitta Petrovszki Lajszki und Giovanni Lupinu, Cagliari 2004
  - volgarizzato in dialetto sardo sassarese, 1866; hrsg. von Giovanni Lupinu, Sassari 2007

- Il Cantico de' cantici di Salomone
  - volgarizzato in dialetto sardo centrale, 1861
  - volgarizzato in dialetto sardo settentrionale sassarese, 1863
- La Storia di Giuseppe Ebreo, o i Capi XXXVII e XXXIX-XLV della Genesi, 
  - volgarizzati in dialetto sardo logudorese, 1861
  - volgarizzati in dialetto sardo sassarese, 1863
- Il Libro di Rut
  - volgarizzato in dialetto sardo settentrionale tempiese, 1861
  - volgarizzato in dialetto sardo centrale, 1861
  - volgarizzati in dialetto sardo sassarese, 1863
- La Profezia di Giona, 
  - volgarizzata in dialetto sardo logudorese, 1861
  - volgarizzati in dialetto sardo sassarese, 1863

- Canti popolari in dialetto sassarese; con osservazioni sulla pronunzia di S.A. il principe Luigi Luciano Bonaparte, hrsg. von Salvatore Tola, Nuoro 2009

### Weitere Werke
- L’antica città di Tharros, Cagliari 1851, 1994
- Guida di Cagliari e dei suoi dintorni, Cagliari 1856, 1991, 2013
- Guida del Duomo di Cagliari, Cagliari 1856, 1970
- (Hrsg.) Canzoni popolari della Sardegna, Cagliari 1857, 1863, 1869,  4 Bde., Nuoro 1999
- Catalogo della raccolta archeologica sarda, Cagliari 1860, 1992
- Storia e descrizione dell'Anfiteatro Romano di Cagliari, Cagliari  1868
- Storia e necrologio del campo santo di Cagliari, Cagliari 1869
- Storia degli ebrei in Sardegna, Cagliari 1875, 1994
- Alberto della Marmora, la sua vita e i suoi lavori in Sardegna, Cagliari 1875
- I falsi uomini illustri della Sardegna, Cagliari 2005